# Agathia gemma
Agathia gemma là một loài bướm đêm trong họ Geometridae.